# Himura Kenshin
Kenshin Himura (緋村 剣心 Himura Kenshin?) es un personaje ficticio y protagonista del universo de Rurouni Kenshin creado por Nobuhiro Watsuki, tanto en el manga, como en sus adaptaciones al anime, OVA, películas entre otros. Cuando creaba a Kenshin, Watsuki lo diseñó con un físico opuesto al de Hiko Seijūrō, personaje que apareció en su primer one shot, Cuarto Creciente en Estados de Guerra y luego en Rurouni Kenshin como su maestro samurái.

## Descripción

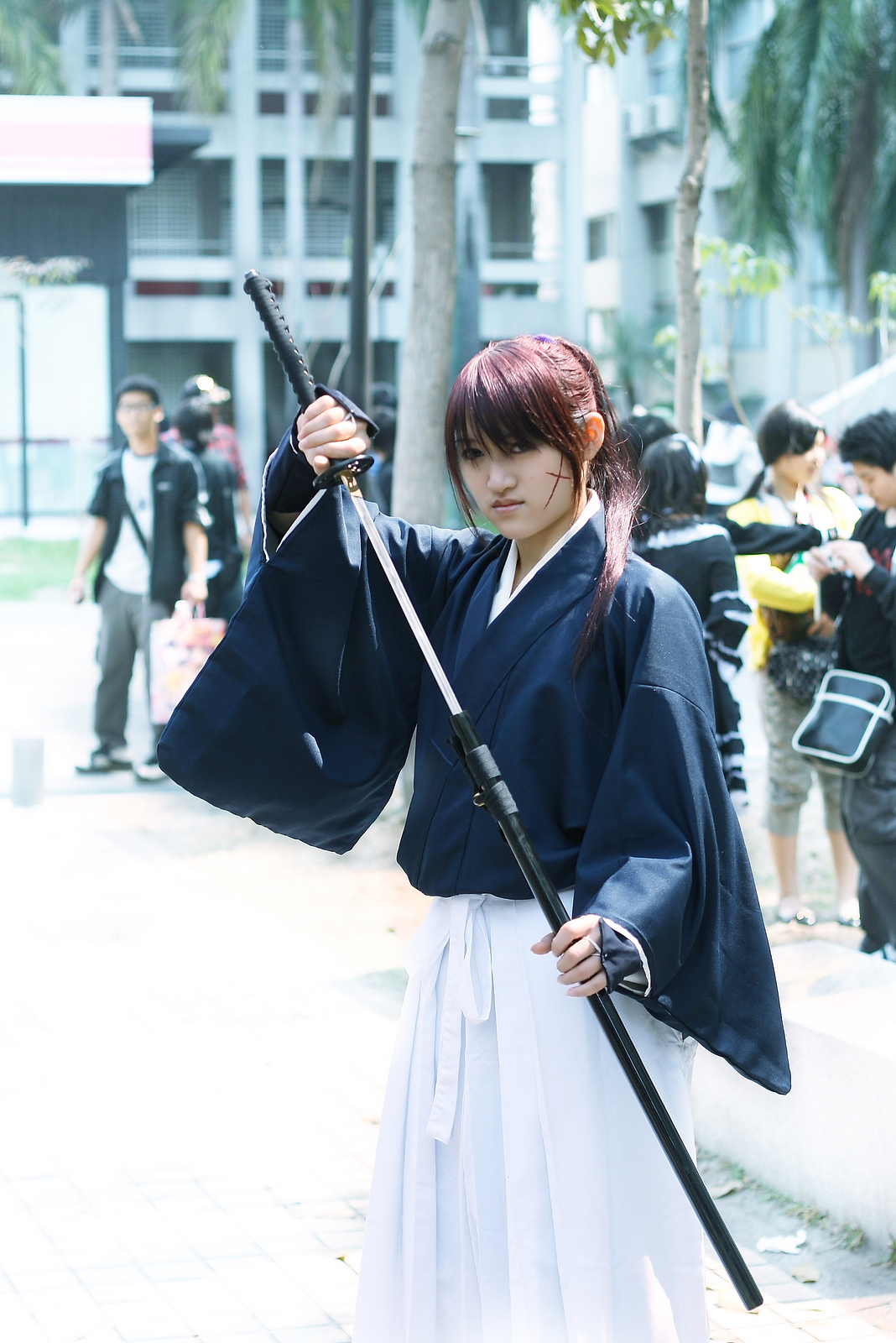
Cosplayer caracterizado como Kenshin

Kenshin fue durante el Bakumatsu el legendario asesino "Hitokiri Battōsai" (人斬り抜刀斎?). (Literalmente "Asesino maestro del arte de desenvainar". Traducido en el anime como "Battousai el Destajador" en Latinoamérica y "Battousai el Carnicero" en el primer doblaje para España del anime. La traducción del manga y consecuentes doblajes lo adaptaron como "Battousai el Asesino").
Al final del Bakumatsu se vuelve un espadachín vagabundo que blande una sakabatō (逆刃刀?  lit. "Espada de filo invertido"), una katana que lleva la parte del filo en el lado opuesto, siendo incapaz de matar. Kenshin vaga por Japón ofreciendo protección y ayuda a quienes lo necesitan, como expiación por los asesinatos que cometió en su pasado. En Tokio, él conoce a una hermosa y joven mujer, maestra del Kendo llamada Kamiya Kaoru, quien lo invita a vivir en su dojo, a pesar de saber quien fue en el pasado, como agradecimiento por derrotar a los aprovechados hermanos Hiruma que se hacían pasar por Battōsai para desprestigiar y apoderarse del dojo de Kamiya Kaoru.
A través de la serie, Kenshin comienza a establecer relaciones con mucha gente, incluyendo antiguos enemigos, mientras se ocupa de sus antiguos y nuevos enemigos. Con estos encuentros y relaciones, Kenshin comienza a encontrar la expiación verdadera para su pasado, permitiéndole conquistar completamente su naturaleza "Battōsai". Cuando la serie finaliza, él ha encontrado paz y la alegría como el esposo de Kaoru y el padre de su hijo, Himura Kenji.

## Creación y concepción
Watsuki descubrió y usó la historia de Kawakami Gensai, un hitokiri ejecutado durante la era Meiji. Según Watsuki, cuando encontró este deber de Kawakami a sus camaradas muertos, él decidió crear el título del personaje. Desde el inicio de su trabajo, Watsuki diseñó al personaje como alto, moreno en armadura rimbombante, el creador buscaba hacer un personaje completamente opuesto al original, y este nuevo termine "admitiéndose como una chica." De acuerdo con Watsuki, él usó "modificaciones no reales" cuando creaba a Kenshin y colocó una "cicatriz en forma de cruz" cuando "no sabía que más hacer." Al final de la serie, Kenshin aparece con cabello corto.
Inicialmente, Watsuki había planeado hacer su cabello corto, antes del final, sin embargo, encontró similitudes con el personaje Multi (HMX-12) de To Heart. Watsuki basó varias de las habilidades de Kenshin en un espadachín del periodo Tokugawa llamado Matsubayashi Henyasai, quien era hábil en técnicas acrobáticas.
Durante la saga de Kioto, Kenshin recibe una nueva espada sin filo mucho más resistente que la anterior con una envoltura hecha de madera. Watsuki decidió reajustar la espada para hacerla más vistosa como la primera que Kenshin tenía en la serie, aunque era más difícil de dibujar.